# Draize
Draize és un municipi francès situat al departament de les Ardenes i a la regió del Gran Est. L'any 2007 tenia 102 habitants.

## Demografia

### Població
El 2007 la població de fet de Draize era de 102 persones. Hi havia 40 famílies de les quals 12 eren unipersonals (8 homes vivint sols i 4 dones vivint soles), 12 parelles sense fills, 8 parelles amb fills i 8 famílies monoparentals amb fills.
La població ha evolucionat segons el següent gràfic:
Habitants censats

### Habitatges
El 2007 hi havia 49 habitatges, 42 eren l'habitatge principal de la família, 4 eren segones residències i 3 estaven desocupats. 46 eren cases i 1 era un apartament. Dels 42 habitatges principals, 30 estaven ocupats pels seus propietaris, 9 estaven llogats i ocupats pels llogaters i 3 estaven cedits a títol gratuït; 2 tenien una cambra, 1 en tenia dues, 1 en tenia tres, 12 en tenien quatre i 26 en tenien cinc o més. 29 habitatges disposaven pel capbaix d'una plaça de pàrquing. A 18 habitatges hi havia un automòbil i a 14 n'hi havia dos o més.

### Piràmide de població
La piràmide de població per edats i sexe el 2009 era:
| Homes | Edats   | Dones |
| ----- | ------- | ----- |
| 0     | 95 o +  | 0     |
| 0     | 90 a 94 | 0     |
| 0     | 85 a 89 | 4     |
| 4     | 80 a 84 | 8     |
| 0     | 75 a 79 | 0     |
| 0     | 70 a 74 | 4     |
| 4     | 65 a 69 | 4     |
| 0     | 60 a 64 | 0     |
| 0     | 55 a 59 | 0     |
| 0     | 50 a 54 | 0     |
| 4     | 45 a 49 | 0     |
| 4     | 40 a 44 | 4     |
| 4     | 35 a 39 | 4     |
| 16    | 30 a 34 | 0     |
| 0     | 25 a 29 | 8     |
| 4     | 20 a 24 | 4     |
| 4     | 15 a 19 | 0     |
| 0     | 10 a 14 | 0     |
| 0     | 5 a 9   | 4     |
| 8     | 0 a 4   | 8     |

## Economia
El 2007 la població en edat de treballar era de 59 persones, 43 eren actives i 16 eren inactives. De les 43 persones actives 37 estaven ocupades (22 homes i 15 dones) i 7 estaven aturades (3 homes i 4 dones). De les 16 persones inactives 4 estaven jubilades, 1 estava estudiant i 11 estaven classificades com a «altres inactius».
Activitats econòmiques
Dels 6 establiments que hi havia el 2007, 4 eren d'empreses de construcció, 1 d'una empresa de serveis i 1 d'una entitat de l'administració pública.
Dels 4 establiments de servei als particulars que hi havia el 2009, 1 era un paleta, 1 guixaire pintor i 2 lampisteries.
L'any 2000 a Draize hi havia 6 explotacions agrícoles que ocupaven un total de 249 hectàrees.

## Poblacions més properes
El següent diagrama mostra les poblacions més properes.